# Hoornderveen
Hoornderveen is een buurtschap in de gemeente Westerwolde. Het ligt ten westen van Wedde tegen de grens met de gemeenten Pekela en Stadskanaal. De naam verwijst naar de venen van Hoorn.
De buurtschap ontstond in de 19e eeuw toen het ter plekke 5 meter dikke veenpakket van de Hoornder Venen (1781: Hoorns Veenen, 1853: Hoornder Veenen) werd afgegraven en een akkerbouwgebied ontstond, waarbinnen een aantal sterk verspreide lanen vanuit Hoorn en Wedderveer werden aangelegd. Aan deze lanen werden zeer verspreid enkele keuterboerderijen, arbeidershuisjes en winkels gebouwd, die tezamen een buurtschap vormden. De lanen waren echter slecht begaanbaar en met de invoering van de woningwet en door de ruilverkaveling verdwenen veel huizen. Alleen langs de Weverslaan bleven enkele huizen behouden. De naam Hoornderveen komt pas vanaf de jaren 1960 voor op de kaart.
De teloorgang van Hoornderveen wordt beschreven in de proloog van De Graanrepubliek, waarin Frank Westerman een gesprek voert met de laatste bewoner.